# Strhaře
Strhaře (deutsch Strharz, auch Streharsch) ist eine Gemeinde in Tschechien. Sie liegt zehn Kilometer nördlich von Tišnov und gehört zum Okres Brno-venkov.

## Geographie
Strhaře befindet sich in der Sýkořská pahorkatina, einer Untereinheit der Nedvědická vrchovina in der Böhmisch-Mährischen Höhe. Das Dorf liegt im östlichen Teil des Naturparks Svratecká hornatina in der Mulde eines kleinen Baches zwischen den Tälern des Besének und Kozárovský potok. Nordöstlich erheben sich der Láze (642 m) und Babylon (656 m), im Osten die Kraví hlava (566 m), südöstlich der Příhon (562 m) und im Nordwesten der Sýkoř (702 m).
Nachbarorte sind Žleby im Norden, Bedřichov und Kozárov im Nordosten, Dlouhá Lhota im Osten, Brťov-Jeneč und Zhoř im Südosten, Rašov, Chrastová und Lomnice im Süden, Synalov und Kopaniny im Westen sowie Osiky im Nordwesten.

## Geschichte
Die erste schriftliche Erwähnung des Ortes erfolgte im Jahre 1360. In Žleby befand sich seit dem Mittelalter eine Schmelzhütte der Herrschaft Lomnitz.
Nach der Aufhebung der Patrimonialherrschaften bildeten Strhař und Žleb ab 1850 Ortsteile der Gemeinde Kozárov in der Brünner Bezirkshauptmannschaft und Gerichtsbezirk Tischnowitz. 1880 wurde Strhař zusammen mit dem Ortsteil Žleby eigenständig. Seit 1896 gehörte die Gemeinde zum neu gebildeten Bezirk Tischnowitz. Seit 1923 findet der Ortsname Strhaře Verwendung. Nach der Auflösung des Okres Tišnov kam Strhaře mit Beginn des Jahres 1961 zum Okres Blansko. Seit Beginn des Jahres 2007 gehört die Gemeinde zum Okres Brno-venkov.

## Gemeindegliederung
Die Gemeinde Strhaře besteht aus den Ortsteilen Strhaře (Strharz) und Žleby (Schlep).

## Sehenswürdigkeiten
- Kapelle Maria Rosenkranz am Dorfplatz, erbaut 1856
- mehrere Kreuze aus Sandstein, Eisenguss und Marmor
- barocke Filialkirche des hl. Stanislaus, die einzeln stehende Kirche entstand im 18. Jahrhundert anstelle eines seit 1407 bestehenden Heiligtums. Einer Legende zufolge begann der Kirchenbau ursprünglich an anderer Stelle, die Arbeiten wurden nachts zerstört und zwei Adler sollen die Fundamentsteine an den jetzigen Standort verbracht haben, wo die Kirche schließlich erbaut wurde. Das einen reichlichen Kilometer nordwestlich des Dorfes über dem Tal des Besének gelegene Bauwerk ist von einem Friedhof umgeben, der von den Gemeinden Osiky, Strhaře, Brumov und Synalov genutzt wird.
- Statue des hl. Stanislaus, die im Wald stehende mächtige Figur wurde angeblich am ursprünglich vorgesehenen Standort der Stanislaus-Kirche aufgestellt
- Reste der Burg Osiky auf einer bewaldeten Kuppe über der Stanislaus-Kirche. Die Anlage, deren ursprünglicher Name unbekannt ist, entstand in der 1. Hälfte des 13. Jahrhunderts. Möglicherweise handelt es sich um die nicht lokalisierbare Burg Zuzinov. Bis in die 2. Hälfte des 20. Jahrhunderts wurde diese Burg für die Burg Levnov gehalten, welche schließlich seit den 1980er Jahren mit der zuvor als Ketkovský hrad bezeichneten Anlage bei Ketkovice identifiziert wird.
- Naturdenkmal Padělky, das 1,31 ha große Gebiet nordwestlich von Strhaře wurde wegen seines Vorkommens wärme- und kalkliebender Pflanzenarten geschützt
- Naturschutzgebiet Pilský rybníček, westlich des Dorfes im Tal des Besének